# Roland JX-8P
De Roland JX-8P is een analoge synthesizer, uitgebracht door Roland in 1985. De JX-8P is de opvolger van de JX-3P en is een van de laatste analoge synthesizers geproduceerd door Roland.

## Mogelijkheden
De JX-8P werd gepromoot als het beste van twee werelden. Er konden klassieke analoge klanken mee worden gemaakt, maar door nieuwe modulatietechnieken en hardware konden er ook typen klanken worden gemaakt die overeenkomsten hebben met FM-synthese.
Ondanks het eenvoudige uiterlijk is de JX-8P een relatief complexe synthesizer. Het bevat twee DCO's per stem, twee ADSR omhullendegenerators, een hoog- en laagdoorlaatfilter, en twee soorten chorus. Er zijn ook twee soorten polyfone speelmodi mogelijk; unison en solo. In de solo-mode kunnen alle oscillators worden gestapeld tot een vollere klank.
Verder ondersteunt de JX-8P MIDI. De 64 presets zijn ontworpen door Eric Persing en Dan DeSouza.

## Geheugen
De 64 standaard klanken of patches in de JX-8P zijn verdeeld in twee banken met elk 32 klanken. Daarnaast kunnen gebruikers 32 aangepaste klanken opslaan in het interne geheugen en 32 klanken opslaan in de optionele M-16C cartridge. Klanken kunnen ook geïmporteerd worden via systeem-exclusieve MIDI-instructies. De patches zijn compatible met de Roland JX-10 en MKS-70 synthesizers.

## Uitbreiding

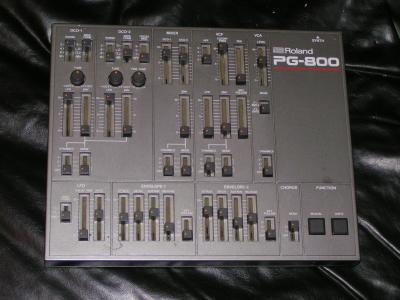
Roland PG-800 programmer.

De JX-8P is volledig te programmeren vanaf het voorpaneel. Om dit te doen moet eerst elke parameter numeriek geselecteerd worden, daarna kan de waarde met een schuifknop aangepast worden. Voor een meer directe programmeerervaring introduceerde Roland de optionele PG-800 programmer. De PG-800 is een eenvoudig knoppenpaneel met vaste schakelaars en knoppen, die via een speciale DIN-connector aangesloten werd, waarmee elk van de parameters op de JX-8P aangepast kan worden.
In 2012 bracht Kentai de iPG-800 uit, een app voor de iPad die de functionaliteit nabootst van de PG-800 Synthesizer Programmer. De app werkt alleen met de JX-8P en de MKS-70.
Er is ook een bouwpakket beschikbaar van Kiwitechnics die de mogelijkheden van de JX-8P kan uitbreiden.

## Boutique-model
Op 9 november 2021 bracht Roland de JX-08 uit in de Boutique-reeks. Het is een imitatie van de oorspronkelijke JX-8P en bevat onder andere analoge circuit-modellering, uitgebreide polyfonie en een ingebouwde sequencer.

## Bekende artiesten
Artiesten die de JX-8P hebben gebruikt in hun muziek zijn:
- a-ha
- Alphaville
- Blancmange
- Bronski Beat
- Kate Bush
- The Cure
- Go West
- The Human League
- Jimmy Jam
- Europe (album The Final Countdown)
- Trevor Horn
- Gary Numan
- Jean-Michel Jarre (album Rendez-Vous)
- Loose Ends
- Orchestral Manoeuvres in the Dark
- Seal
- Tangerine Dream
- Thirty Seconds to Mars
- Vangelis